# 다크 엘프

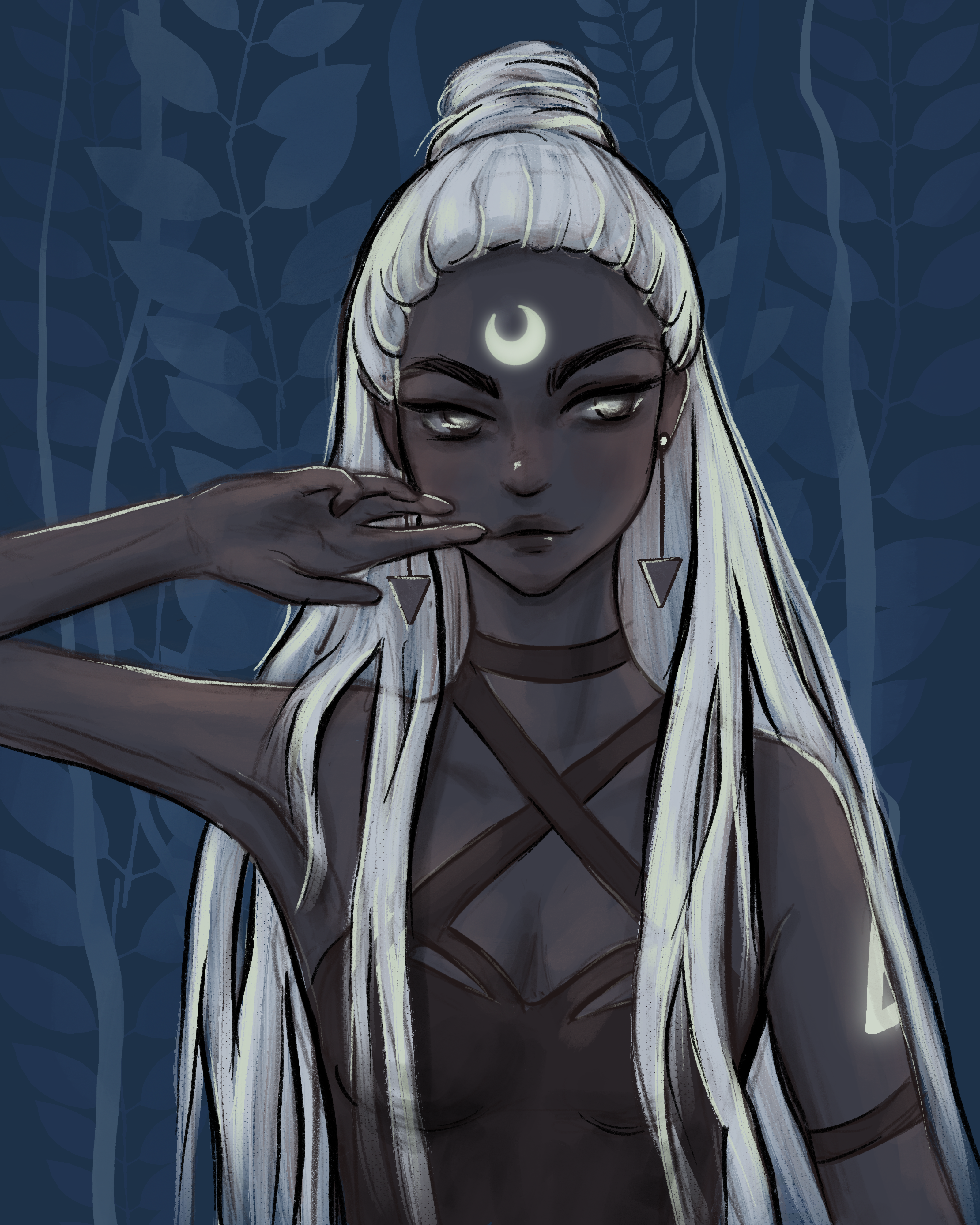

다크 엘프(일본어: ダークエルフ)는 판타지 소설이나 테이블 토크 RPG 등에 등장하는 가공의 종족이기도 하며, 많은 경우 엘프의 근연종으로 여겨져 엘프가 기위는 높지만 인간에게 우호적인(혹은 무관심)인 반면 인간에게 해를 끼치는 존재로 묘사된다. 또한 엘프와도 적대하고 있는 경우가 많다.

## 북구 신화
북유럽 신화에서 영어로 직역하면 "다크엘프"이다.
그 원전인 스노리 스툴슨 지음 『산문 에다』에서는 이 '어둠의 엘프'와 '[라이트 엘프]에 대해 쓰여 있다.。
게다가 「 :: 読み 」 さらに と」라고 하는 종족명도 보이는데, 그것은 「어둠 엘프」와 동일할 것이라는 가능성의 지적이다. 내지 단정이 되어 있다.
심지어 어둠과 빛의 엘프의 구별은 북유럽 게르만의 신화 체계에 오래전부터 존재했을 것이라는 학자도 있지만, 어둠의 엘프도 흑 엘프도 결국 '드워프(드베르그)'일 것이라는 의견이 강해지고 있다.스노리의 새 엣다에게만 '어둠의 엘프'라는 표현을 쓰는 고례가 없는 것이다.
스노리의 새 엣다에게만 '어둠의 엘프'라는 표현을 쓰는 고례가 없는 것이다.
특히 '흑엘프'가 드워프(드베르그)를 말하는 것이 아닌가 하는 고찰에 대해서는 '아키: 요미가나'에는 드워프가 살고 있다고 2곳에서 기술되어 있는 것이 이유로 들 수 있다.。
즉 흑엘프의 나라는 드워프라고 알려진 그레이프닐 작성 대장간들이나 앤드 발리가 사는 땅이기 때문이다.
국서에 있어서는 흑소인이라는 표현도 보인다.예를 들어 야마무로 시즈카는 펜리스 늑대를 묶는 사슬(앞서 말한 그레이프닐)의 공장들이나 안드바리가 있는 스발트 알브헤임을 '흑소인이 있는 곳', 그 거주자를 '흑소인'으로 해설하고 있다.。
이무라 기미에의 참고서에서도, "밝고 가벼운 좋은 라이트 엘프 Lightelves와 어둡고 추하고 나쁜 다크 엘프 Darkelves"의 2종으로 나뉜다고 하고 있어, "검은(어두운) 알파르"라는 이표기를 수록한다.

## 창작의 세계
D&D 등의 게임에서 보여지는 설정의 다크 엘프는, 「반지 이야기」에 등장하지 않는다.「반지 이야기」에서는 오히려 오크가 엘프에게 적대하는 존재로서 그 포지션을 차지하고 있으며, 극중에 「오크는 엘프의 가짜」라고 기술도 있다(다만, 오크는 추하고 어리석은 괴물로 그려지고 있다). 전사인 『실마릴 이야기』에서는 고대에 정복의 나라의 빛을 접할 기회가 없었던 엘프들이 『어둠의 엘프』라고 불리는데, 위와 전혀 다른 의미이다(원작 영어로는 Dark Elf이다).이 작품에는 어둠의 진영에 교사되어 일족을 배신한 엘프도 등장하지만, 이것은 어디까지나 개인이자 종족인 것은 아니다(다만, 적에게 사로잡힌 엘프가 오크에게 비틀린 것을 암시하는 기술은 있다).
테이블 토크 RPG 「던전스&드래곤스」에 등장하는 다크 엘프는 「드라우 엘프(타락한 엘프)」라고도 불리며, 거의 위의 존재로 여겨지고 있다.
던전스 & 드래곤즈를 세계 배경으로 채택한 소설 포고튼 렐름 시리즈 중 아이스윈드 사가 다크엘프 이야기(RA 살바토레 지음)에서는 다크엘프로는 예외적으로 착한 마음을 가진 캐릭터가 주인공으로 등장하고 있다.드래곤랜스 시리즈와 소드 월드 RPG 시리즈 등에도 비슷한 다크엘프가 등장한다.
일반적으로 갈색 피부를 가지지만 후년에는 다크엘프의 갈색 피부가 흑인 차별 표현으로 간주되는 경우가 있기 때문에 북미권을 중심으로 현실 인간에서는 있을 수 없는 체색을 한 디자인도 늘고 있다.2020년에는 넷플릭스가 흑인 차별 표현을 지적받자 다크엘프가 등장하는 작품을 삭제했다.。

### D&D
테이블 토크 RPG 던전스&드래곤스(D&D)의 배경 세계, 특히 그레이호크 포고튼 렐름 에베론의 세계 설정에서는 다크엘프를 지칭하는 데 가링크(혹은 드로우, 영어: drow)라는 요정명이 차용되고 있다. 그들은 칠흑 같은 피부와 흰 머리를 가지고 있어 일반적으로 흉악하다.
'미스타라' 세계 설정에서는 칠흑피부의 다크엘프가 아닌 색소의 얇은 피부와 머리를 가진 섀도우엘프(shadowelf)라 불리는 종족이 존재한다.섀도우엘프는 오래전 마법의 영향으로 지하세계에 갇혀버린 엘프가 지하세계에 적응하기 위해 변이·진화한 것이다.
드래곤 랜스의 세계(클린)에서의 다크 엘프는 엘프와 다른 종족이 아니다. 크린에서 다른 D&D 세계와 같은 '드라우'는 존재하지 않으며, 주로 나쁜 짓을 하다 엘프 사회에서 추방된 엘프에게 주어지는 멸칭이다.다만 크린의 엘프는 관념적으로 오히려 지나치게 '선'하려는 경향이 있기 때문에 반드시 사악한 존재라고 할 수는 없다.이 시리즈에 등장하는 달라마르는 좋은 예다.다만 드래곤 경이 된 페어리 사스와 같은 예이다.
또 초기에는 게임북 '웨일리스의 대마술사' 등과 같이 다른 D&D 세계와 동일한 드라우형의 다크엘프가 등장하는 작품도 존재했다.

### 포셀리아
로도스도 전기 소드 월드 RPG 등의 무대가 되는 포셀리아의 세계에서 다크엘프는 다갈색 피부다. 그들은 반드시 흉악하거나 사악한 것은 아니지만, 상고 시대의 '신들의 대전' 때 암흑신 파라리스에 의해 요정계에서 소환된 존재로 여겨지며, 암흑신에 대한 신앙을 '영혼에 새겨져 있기' 때문에, 많은 경우는 악의 진영으로 여겨지는 편에 속해 있다.능력이나 특성에서는 오히려 일반 엘프보다 뛰어나다(하이 엘프에 거의 상당한다).크리스타니아 리플레이판에는 상고시대부터 살아온 다크엘프 하이로드가 등장한다.이는 아마도 하이 엘프의 최장로를 능가하는 거의 신(사신)에 가까운 힘을 가진 것으로 알려져 있다.
포셀리아 세계의 다크엘프는 강한 충성심과 깊은 애정으로 맺히기도 한다.대표적인 예는 인간 남성 애슐럼과 다크엘프 여성 필로테스와의 관계이다.또, 「사라의 모험」시리즈(야마모토 히로시)에는, 엘프의 아버지와 다크 엘프의 어머니의 혼인에 의해서 태어난 캐릭터가 등장한다(이 다크 엘프의 어머니도 작중에 등장하지만, 매력적인 캐릭터이며 「사악한 존재」라고는 말하기 어렵다). 「다크 엘프의 입맞춤」(카와토 타다아키)은 다크 엘프에게도 시민권이 주어져 있는 펀드리아 왕국을 무대로 하고 있으며, 여주인공 역으로 다크 엘프가 등장한다.